# Zonoeder
Zonoeder je konveksni polieder, ki ima za stranske ploskve mnogokotnike s točkovno simetrijo (simetrija  pri   vrtenju za 180º). Vsak zonoeder se lahko enakovredno opiše z vsoto Minkovskega množice daljic v trirazsežnem prostoru ali kot trirazsežno projekcijo hiperkocke. Zonoedre je prvi definiral ruski kristalograf Jevgraf Stepanovič Fjodorov (1853–1919). Splošneje  v poljubni razsežnosti vsota Minkovskega daljic tvori politop, ki je znan kot zonotop.   

## Vrste zonoedrov
Vsaka prizma pravilnega mnogokotnika s sodim številom stranic lahko tvori zonoeder. Te prizme so tako narejene, da so vse stranske ploskve pravilne. Po dve nasprotni stranski ploskvi sta enaki pravilnemu mnogokotniku iz katerega je prizma narejena. Te so povezane z zaporedjem kvadratnih stranskih ploskev. Zonoedri te vrste so: kocka, šeststrana prizma, osemstrana prizma, desetstrana prizma, dvanajststrana prizma itd.
Razen te neskončne družine zonoedrov s pravilnimi stranskimi ploskvami so še arhimedska telesa, ki so  omniprisekane pravilne oblike:
- prisekani oktaeder, s 6 kvadrati in 8 šestkotniškimi stranskimi ploskvami. (omniprisekani tetraeder)
- veliki rombikubooktaeder, z 12 kvadrati, 8 šestkotniki in 6 osemkotniki. (omniprisekana kocka)
- veliki rombiikozidodekaeder, s 30 kvadrati, 20 šestkotniki in 12 desetkotniki. (omniprisekani dodekaeder)

Razen tega so še nekatera Catalanova telesa (duali arhimedskih teles) tudi zonoedri:
- rombski dodekaeder je dualno telo kubooktaedra.
- rombski triakonta eder je dualno telo ikozidodekaedra.

In še ostali, ki imajo rombske stranske ploskve:
- rombski ikozaeder
- romboeder
- rombski eneakontaeder

| vrsta zonoedra                    | slika                          | število generatorjev | pravilna stranska ploskev | prehodnost stranske ploskve | prehodnost robov | prehodnost oglišč | celična prehodnost izpolnjevanje prostora | enostaven |
| --------------------------------- | ------------------------------ | -------------------- | ------------------------- | --------------------------- | ---------------- | ----------------- | ----------------------------------------- | --------- |
| kocka 4.4.4                       | Cube                           | 3                    | da                        | da                          | da               | da                | da                                        | da        |
| šeststrana prizma 4.4.6           | Hexagonal prism                | 4                    | da                        | ne                          | ne               | da                | da                                        | da        |
| prizma 2n- (n > 3) 4.4.2n         | 2n prism                       | n + 1                | da                        | ne                          | ne               | da                | ne                                        | da        |
| prisekani oktaeder 4.6.6          | Truncated octahedron           | 6                    | da                        | ne                          | ne               | da                | da                                        | da        |
| prisekani kubooktaeder 4.6.8      | Truncated cuboctahedron        | 8                    | da                        | ne                          | ne               | da                | ne                                        | da        |
| prisekani ikozidodekaeder 4.6.10  | Truncated icosidodecahedron    | 15                   | da                        | ne                          | ne               | da                | ne                                        | da        |
| rombski dodekaeder V3.4.3.4       | Rhombic dodecahedron           | 4                    | ne                        | da                          | da               | ne                | da                                        | ne        |
| trirombski triakontaeder V3.5.3.5 | Rhombic triacontehedron        | 6                    | ne                        | da                          | da               | ne                | ne                                        | ne        |
| rombo-šestkotni dodekaeder        | rhombo-hexagonal dodecahedron  | 5                    | ne                        | ne                          | ne               | ne                | da                                        | ne        |
| prisekani rombski dodekaeder      | Truncated Rhombic dodecahedron | 7                    | ne                        | ne                          | ne               | ne                | ne                                        | da        |

## Zonotopi
Vsota Minkowskega vsote daljic v poljubni razsežnosti tvori vrste politopov, ki se imenujejo zonotopi. Facete poljubnega zonotopa so spet zonotopi, ki imajo eno razsežnost nižjo. Zgledi za štirirazsežni zonotop so: teserakt, omniprisekana 5-celica ter prisekana 24-celica.  